# NGC 4216
NGC 4216 (другие обозначения — UGC 7284, MCG 2-31-72, ZWG 69.112, VCC 167, IRAS12133+1325, PGC 39246) — спиральная галактика с перемычкой (SBb) расположена ближе к центру созвездия Дева. Удалена от нас приблизительно на 55 млн св. лет. Галактика содержит звезды позднего поколения с богатым содержанием металлов.
Этот объект входит в число перечисленных в оригинальной редакции «Нового общего каталога».

## Физические характеристики
Эта галактика одна из самых больших и ярких в Скоплении Девы. Её абсолютная звездная величина приблизительно составляет −22 (то есть она ярче чем галактика Андромеды). Как другие спиральные галактики данного кластера NGC 4216 показывает низкое содержание свободного водорода в своем диске, а также отличается низкой поверхностной плотностью, что не характерно для галактик данного типа. Также галактика отличается низкой активностью в формировании звезд. Диск галактики содержит столпообразные структуры которые, вероятно, появились в результате взаимодействия с соседними галактиками.
Галактика NGC 4216 окружена почти 700 малыми шаровидными звёздными скоплениями (это почти в пять раз больше чем у Млечного Пути), что свидетельствует о тот что в данном участке кластера идет процесс активного разрушения и поглощения карликовых галактик.

## Вспышка сверхновой
4 января 2024 года Коити Итагаки обнаружил новую сверхновую класса Ia. Её яркость была оценена как 13.2mag.